# Pfälzer Waldpfad
Der Pfälzer Waldpfad ist mit 142 km Länge und neun ausgewiesenen Tagesetappen der zweitlängste Prädikatswanderweg – nach dem Pfälzer Weinsteig und vor dem Pfälzer Höhenweg – in der Pfalz (Rheinland-Pfalz).

## Verlauf
Der Pfälzer Waldpfad führt annähernd in Nord-Süd-Richtung von Kaiserslautern nach Schweigen-Rechtenbach, wo Anschluss an den Pfälzer Weinsteig besteht. Die im Frühjahr 2011 eröffnete Wanderroute verläuft gänzlich innerhalb des Pfälzerwalds, der den Nordteil des deutsch-französischen Biosphärenreservates Pfälzerwald-Nordvogesen bildet. Auffällig ist, dass er vor allem von Johanniskreuz bis Busenberg nicht auf möglichst kurzen Routen verläuft, sondern mehrfach Umwege nimmt.
Innerhalb des Karlstals ist seine Route mit dem Fernwanderweg Franken-Hessen-Kurpfalz identisch und innerhalb der Ortsmitte von Merzalben mit dem Fernwanderweg Nahegau-Wasgau-Vogesen. Von Dahn bis Erfweiler und von Hauenstein bis zum Hermersbergerhof verläuft der Pfälzer Waldpfad zusammen mit dem Wanderweg mit der Markierung „rot-weißer Balken“, der vor allem entlang eines westlichen, größtenteils innerhalb des Saarlands verlaufenden Abschnitts den Namen Höcherbergweg trägt. Von Busenberg bis Erlenbach verläuft der Pfälzer Waldpfad größtenteils gemeinsam mit dem Fernwanderweg Pirmasens–Belfort. Von der Erlenbacher Ortsmitte bis zur Burg Berwartstein ist sein Verlauf mit dem Fernwanderweg Staudernheim–Soultz-sous-Forêts identisch.

## Beschreibung

### Überblick
Der Wanderweg nutzt eine der wesentlichen touristischen Attraktionen der Pfalz, das zentral gelegene und großflächig bewaldete Mittelgebirge des Pfälzerwalds mit seinen Steigungs- und Gefällstrecken. So kommen 3140 Höhenmeter beim Aufstieg und 3168 Höhenmeter beim Abstieg zustande. Der tiefste Punkt liegt mit 178 m im Weiler Sankt Germanshof nahe der Grenze zu Frankreich und der höchste mit 610 m auf dem Gipfel des Weißenbergs, der zur Gemarkung von Merzalben gehört.

### Etappen
Für die gesamte Wanderung werden neun Etappen mit einer Länge zwischen gut 10 und knapp 23 km empfohlen.

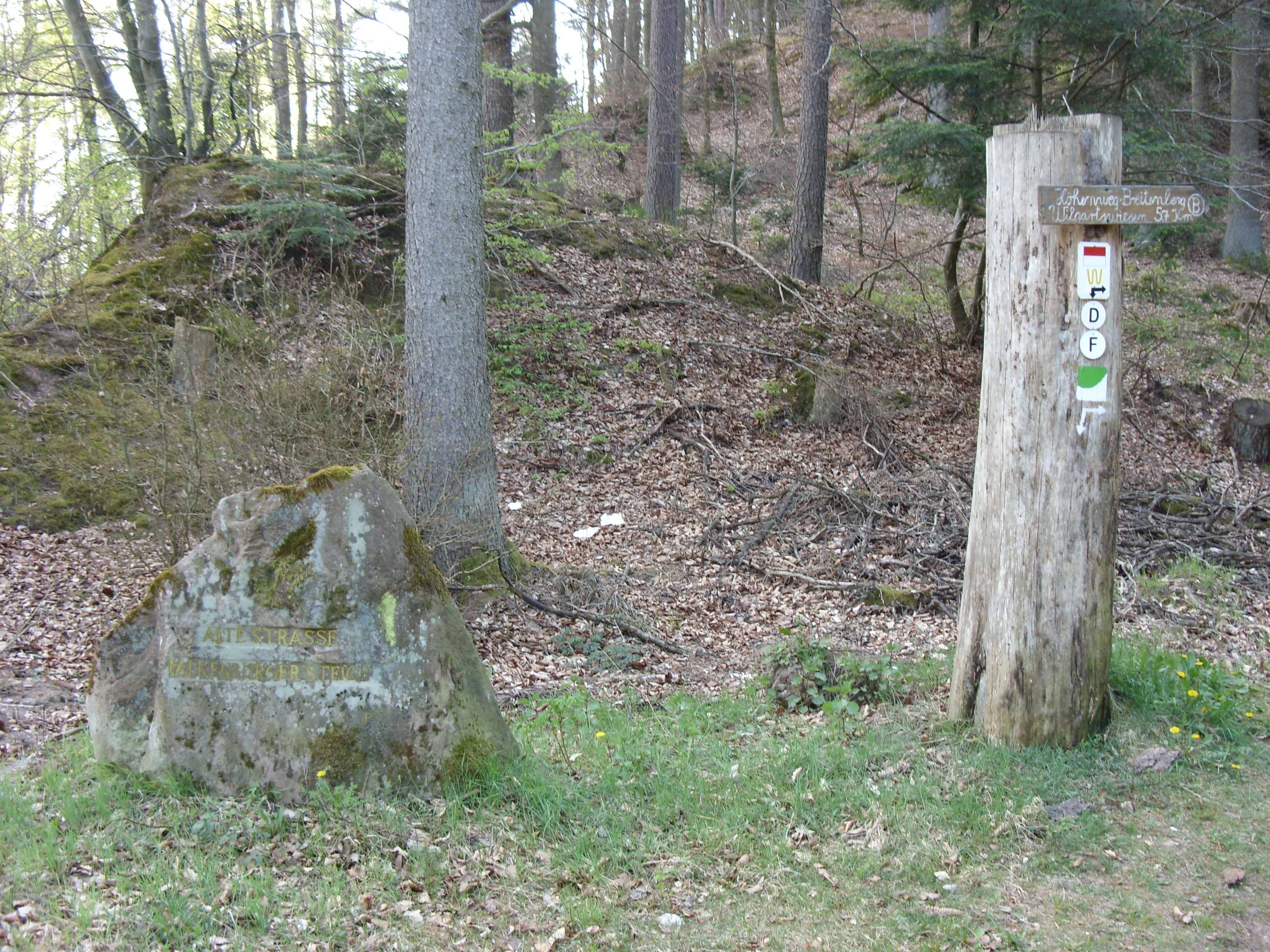
Pfälzer Waldpfad auf Gemarkung von Wilgartswiesen zwischen Merzalben und Hauenstein

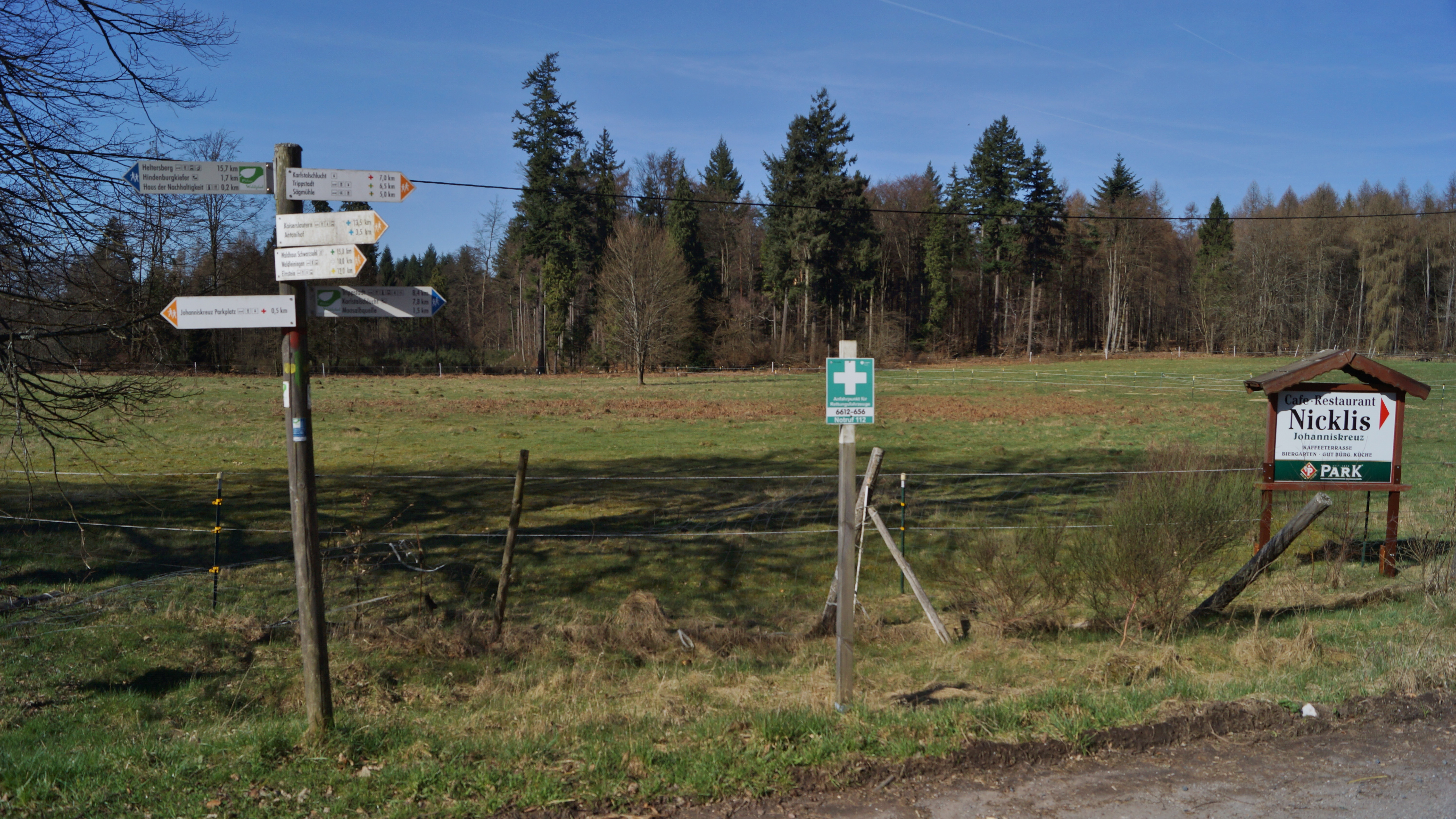
Pfälzer Waldpfad innerhalb von Johanniskreuz

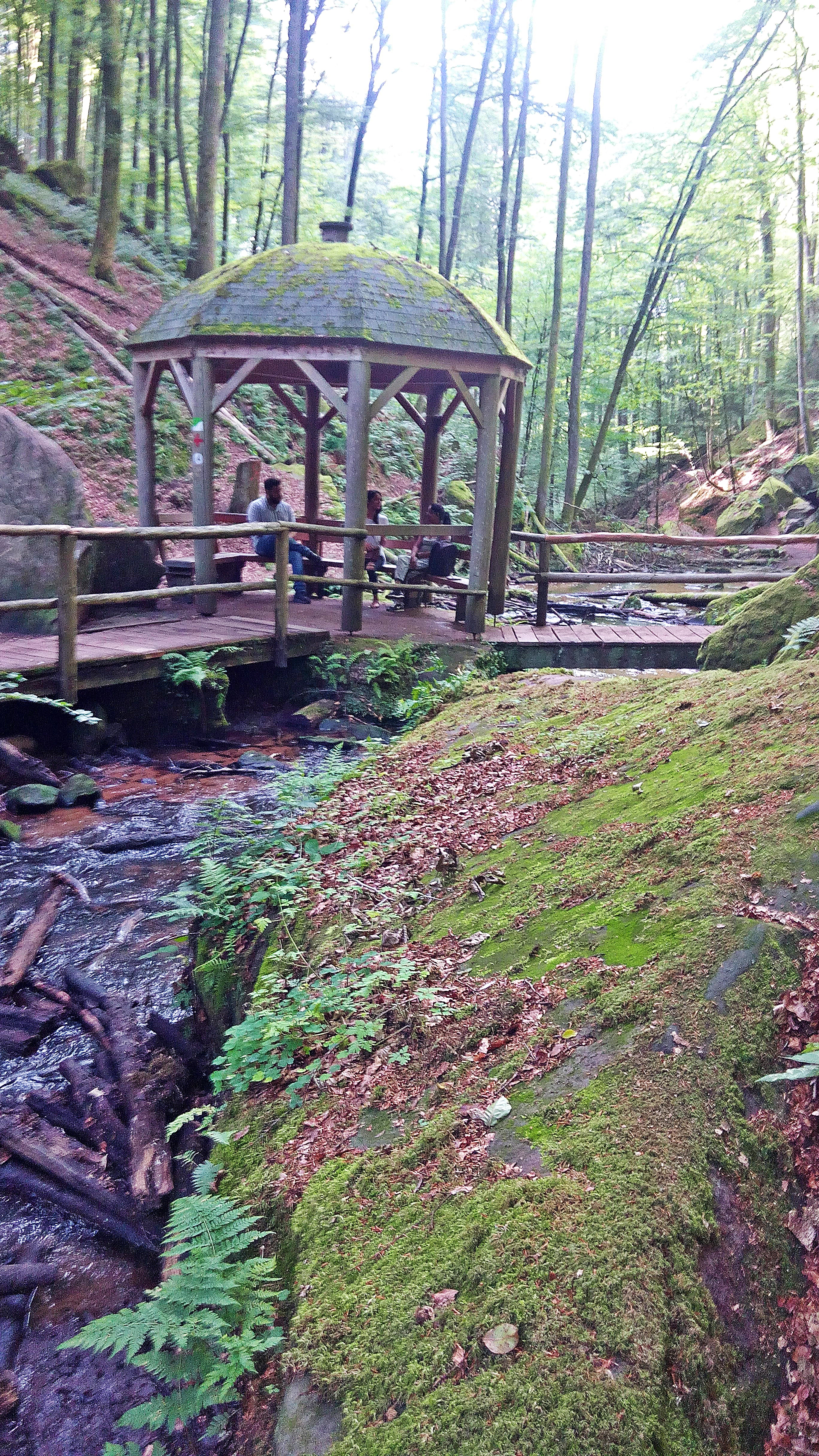
Pfälzer Waldpfad im Karlstal

|    | Start             | Ziel                  | Länge (km) | Zu passierende Berge                                                                    |
| 1. | Kaiserslautern    | Finsterbrunnertal     | 16,9       | Betzenberg, Humberg                                                                     |
| 2. | Finsterbrunnertal | Johanniskreuz         | 11,7       |                                                                                         |
| 3. | Johanniskreuz     | Heltersberg           | 14,4       | Steinberg, Hahnenberg, Kleiner Hundsberg                                                |
| 4. | Heltersberg       | Rodalben              | 17,9       | Dreisommerberg, Orleberg, Hilschberg                                                    |
| 5. | Rodalben          | Merzalben             | 10,4       |                                                                                         |
| 6. | Merzalben         | Hauenstein            | 22,7       | Schlossberg, Winschertberg, Mühlenberg, Weißenberg, Hortenkopf, Katzenkopf, Staufelkopf |
| 7. | Hauenstein        | Dahn                  | 15,4       | Hoher Kopf, Winterberg                                                                  |
| 8. | Dahn              | Erlenbach             | 17         | Schlossberg, Kahlenberg                                                                 |
| 9. | Erlenbach         | Schweigen-Rechtenbach | 17,7       | Bobenthaler Knopf, Probstberg, Hoher Kopf                                               |

### Stationen und Sehenswürdigkeiten
Stationen und Sehenswürdigkeiten werden teilweise ausführlicher durch verschiedene Interessenverbände behandelt.
| Stationen               | Sehenswürdigkeiten |
| ----------------------- | --- |
| Kaiserslautern          | Hauptbahnhof, Humbergturm, Jagdhausweiher |
| Schopp                  | Finsterbrunnertal, Naturfreundehaus Finsterbrunnertal |
| Trippstadt              | Naturschutzgebiet Karlstal, Gutenbrunnen, Johanniskreuz mit Haus der Nachhaltigkeit, Steinberg mit Burgalbsprung                                                                    |
| Heltersberg             | Hundsbächel |
| Waldfischbach-Burgalben | Kloster und Wallfahrtsort Maria Rosenberg (gegründet im 11. Jahrhundert), Ruine Heidelsburg                                                                                         |
| Rodalben                | Hilschberghaus, Rodalber Felsenwanderweg |
| Merzalben               | Burgruine Gräfenstein, Luitpoldturm |
| Wilgartswiesen          | Hermersbergerhof, Ruine Falkenburg |
| Hauenstein              | Industriedenkmäler Deutsches Schuhmuseum, Gläserne Schuhfabrik und Schusterdenkmal; Wanderheim Dicke Eiche                                                                          |
| Dahn                    | Kletterfelsen Jungfernsprung und weitere Felsformationen des Dahner Felsenlands wie der Hochstein; Felsenburgen, darunter die dreiteilige Dahner Burgengruppe; Dahner Ehrenfriedhof |
| Busenberg               | Burgruine Drachenfels des Ritters Franz von Sickingen |
| Erlenbach               | restaurierte Burg Berwartstein des Ritters „Hans Trapp“ |
| Bobenthal               | Sankt Germanshof |
| Schweigen-Rechtenbach   | Deutsches Weintor am südlichen Beginn der Deutschen Weinstraße |

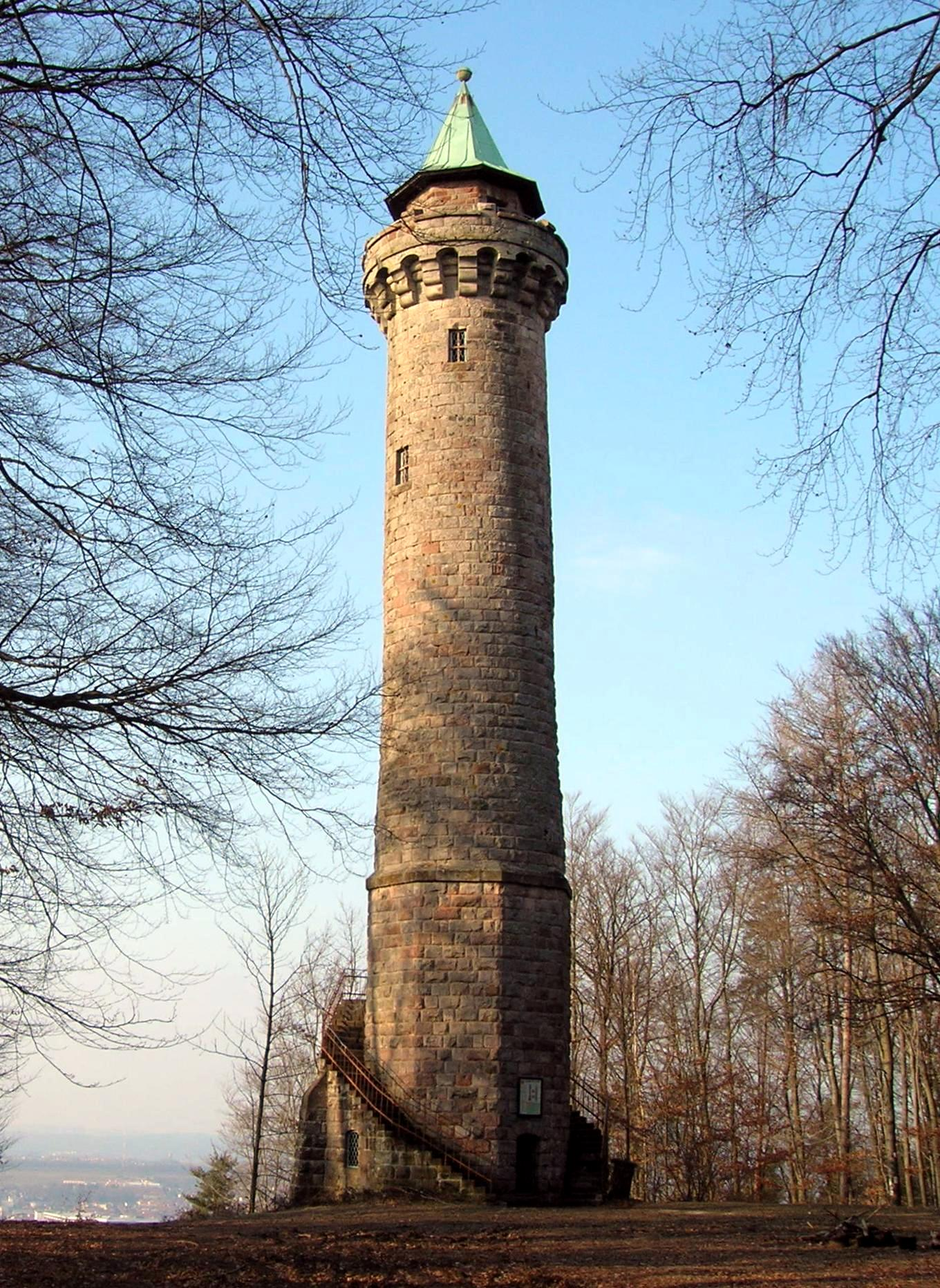
Humbergturm
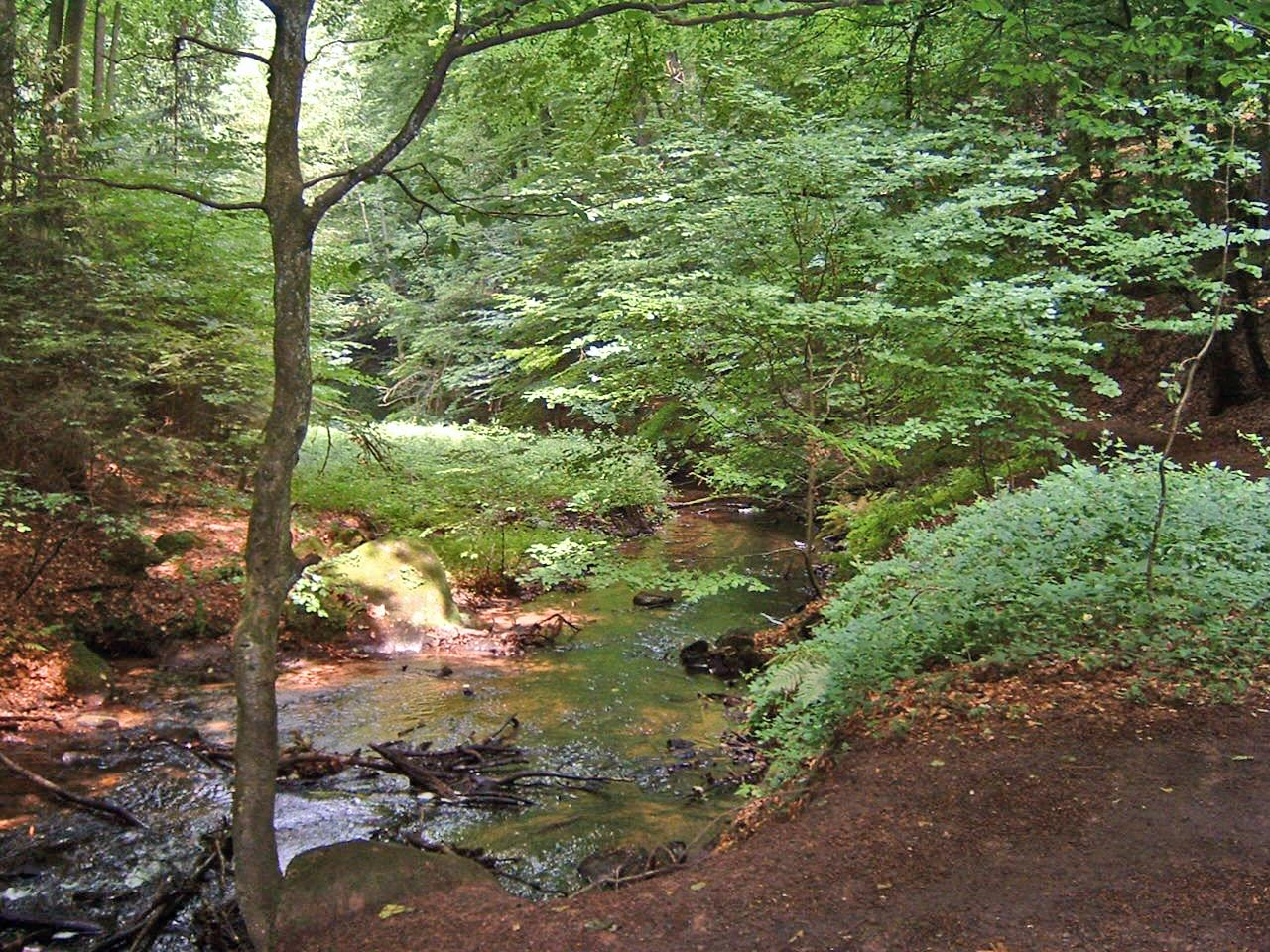
Naturschutzgebiet Karlstal bei Trippstadt
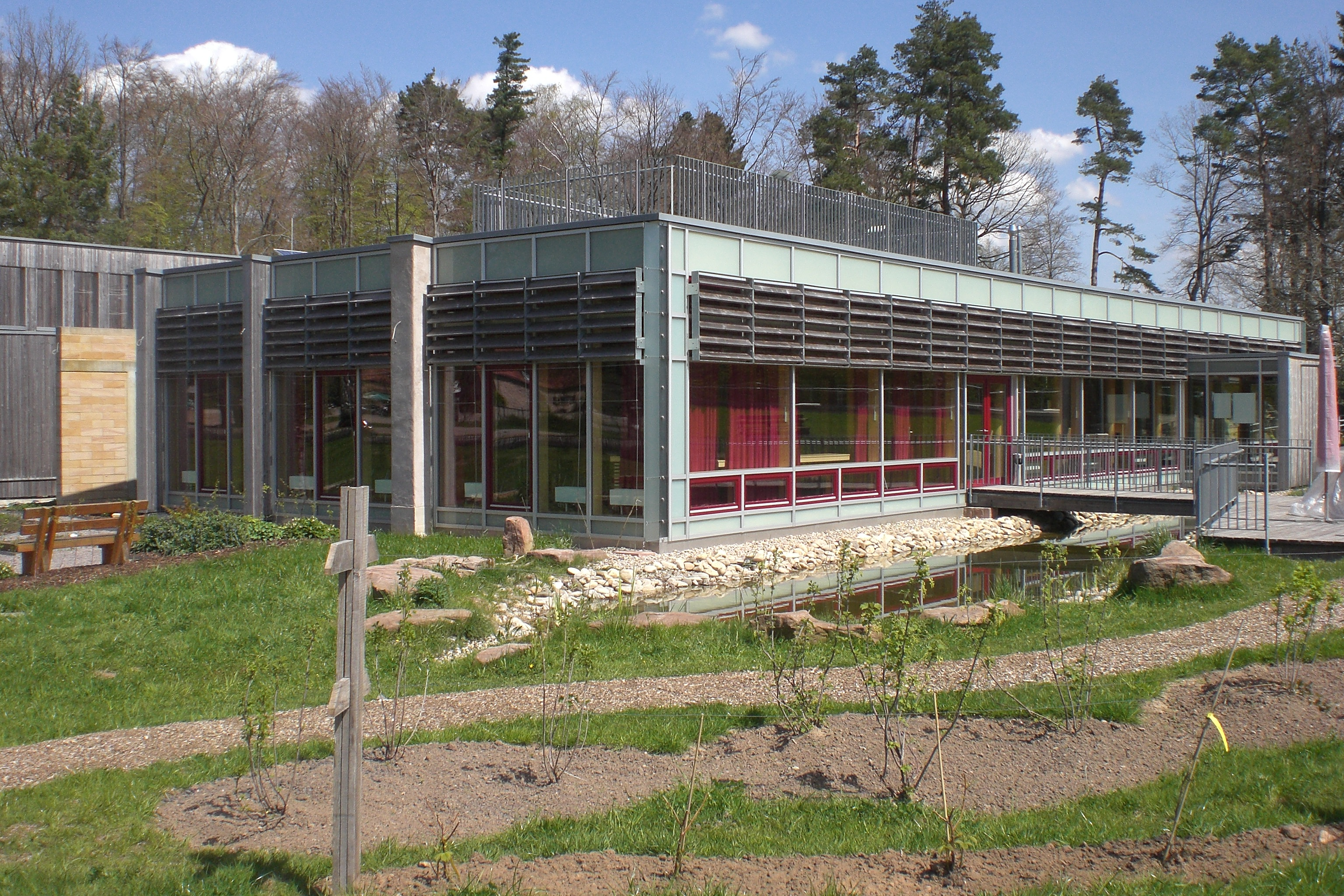
Haus der Nachhaltigkeit in Johanniskreuz
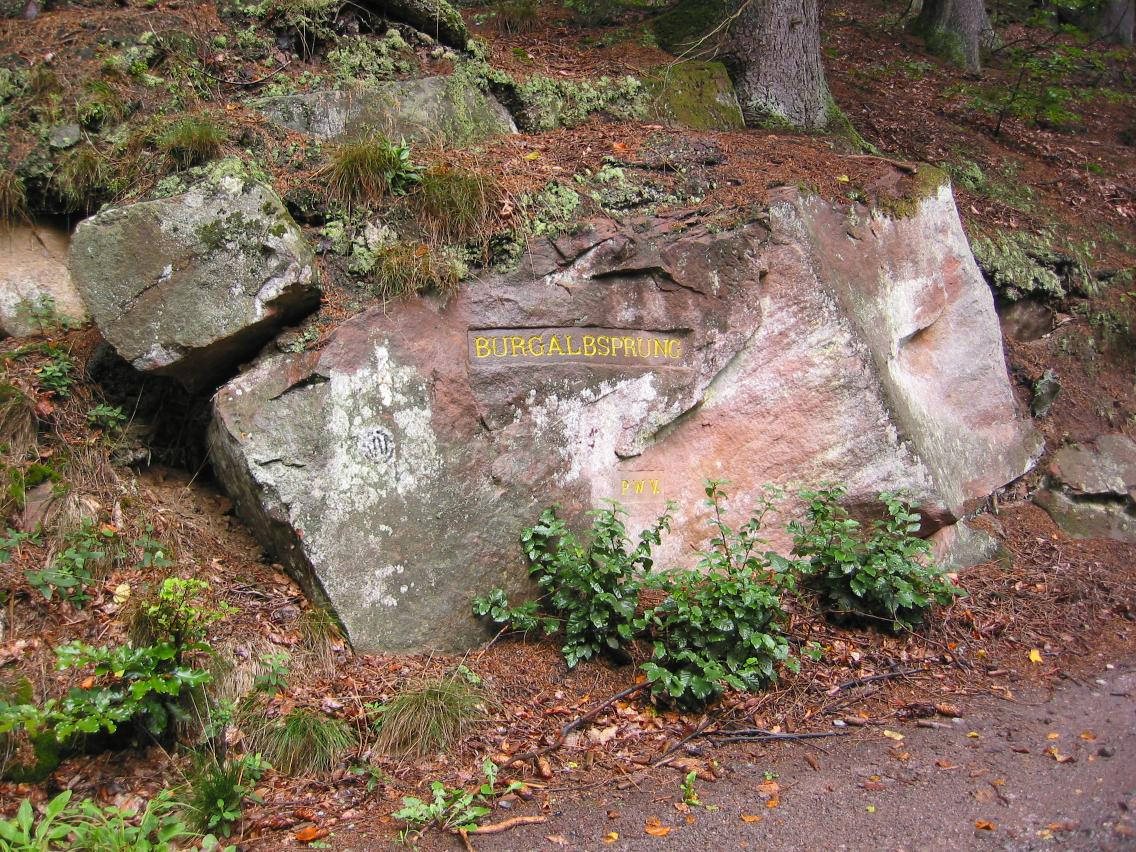
Ritterstein 101 Burgalbsprung
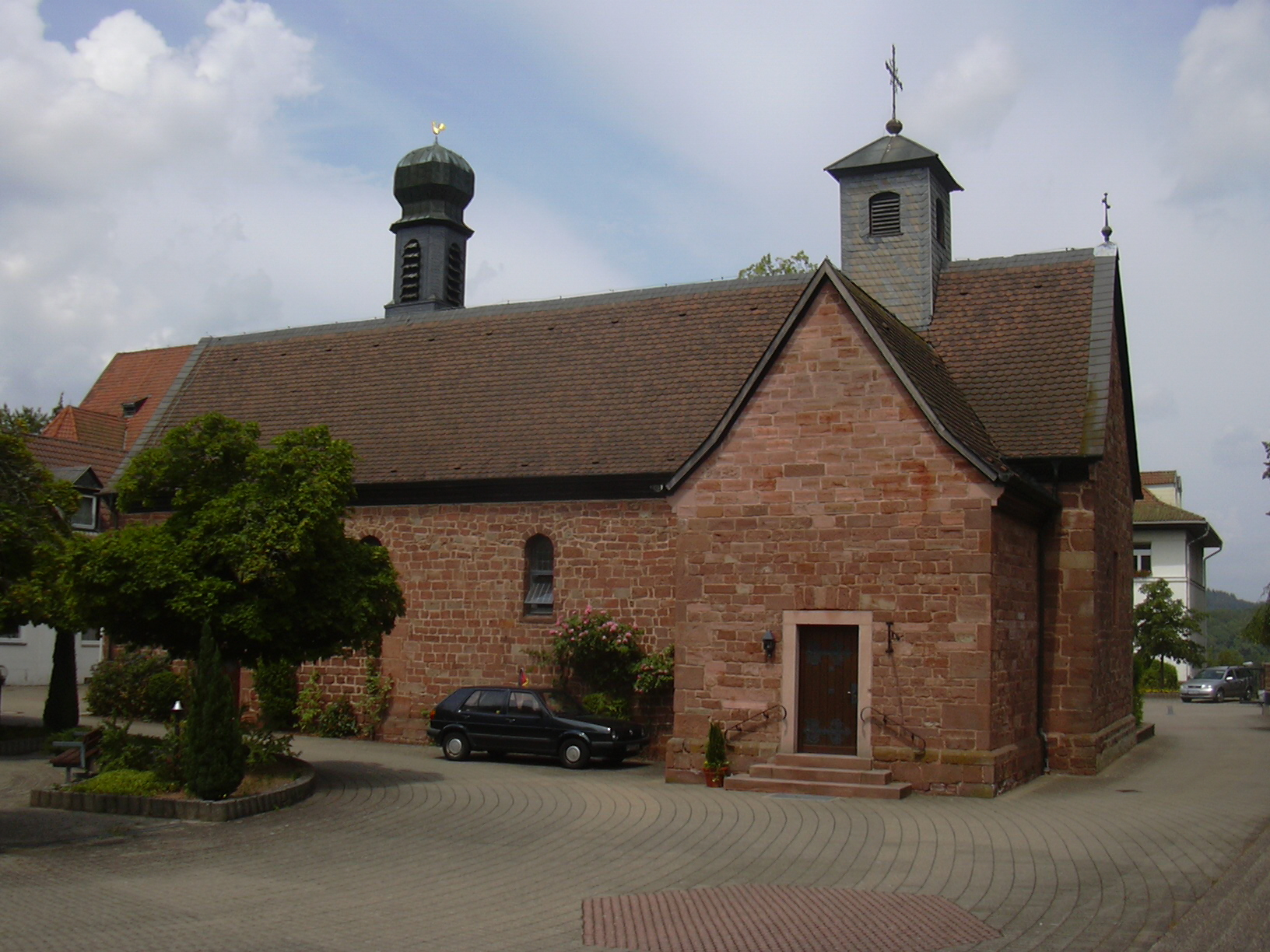
Wallfahrtskapelle Maria Rosenberg
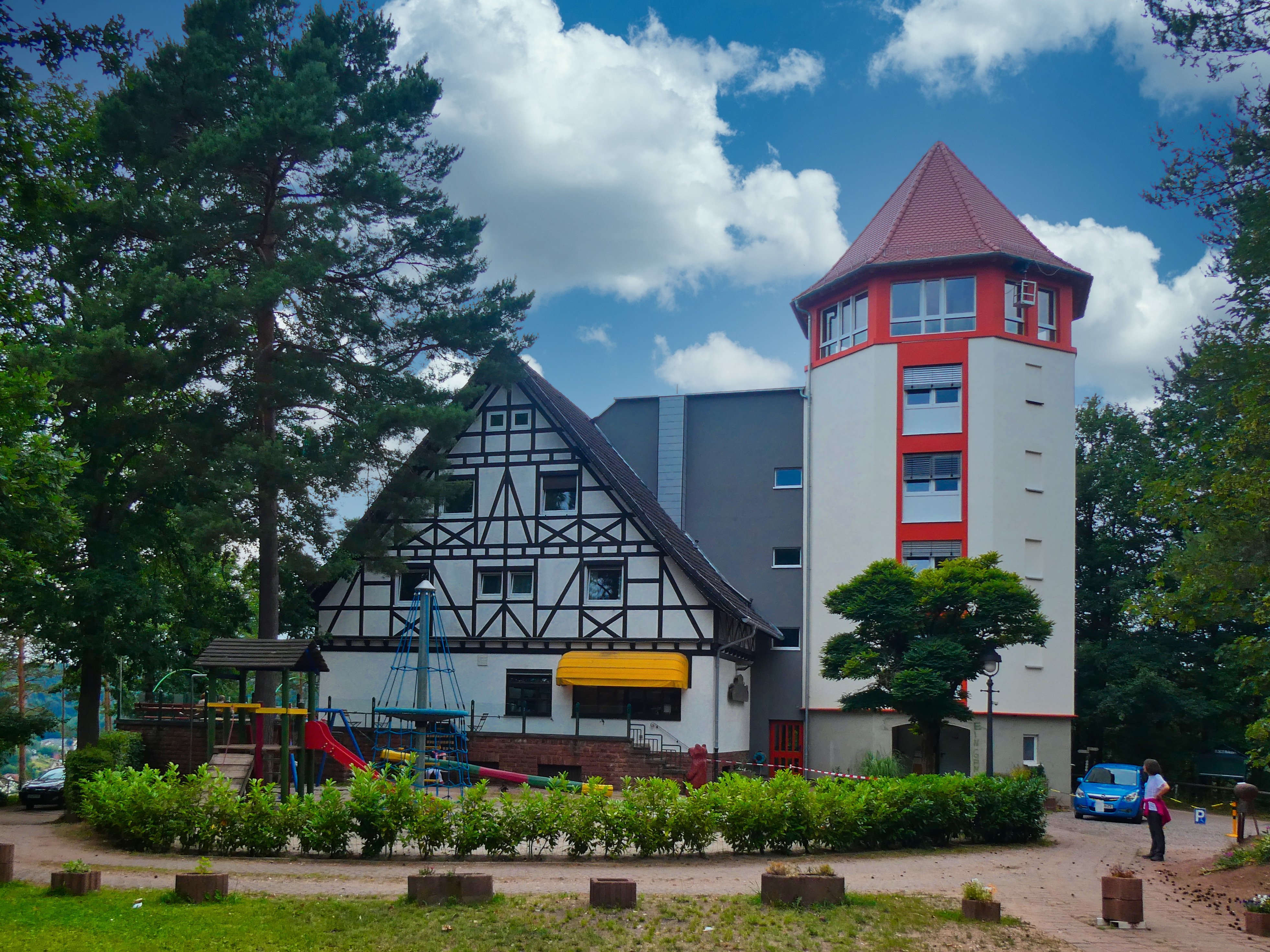
Hilschberghaus
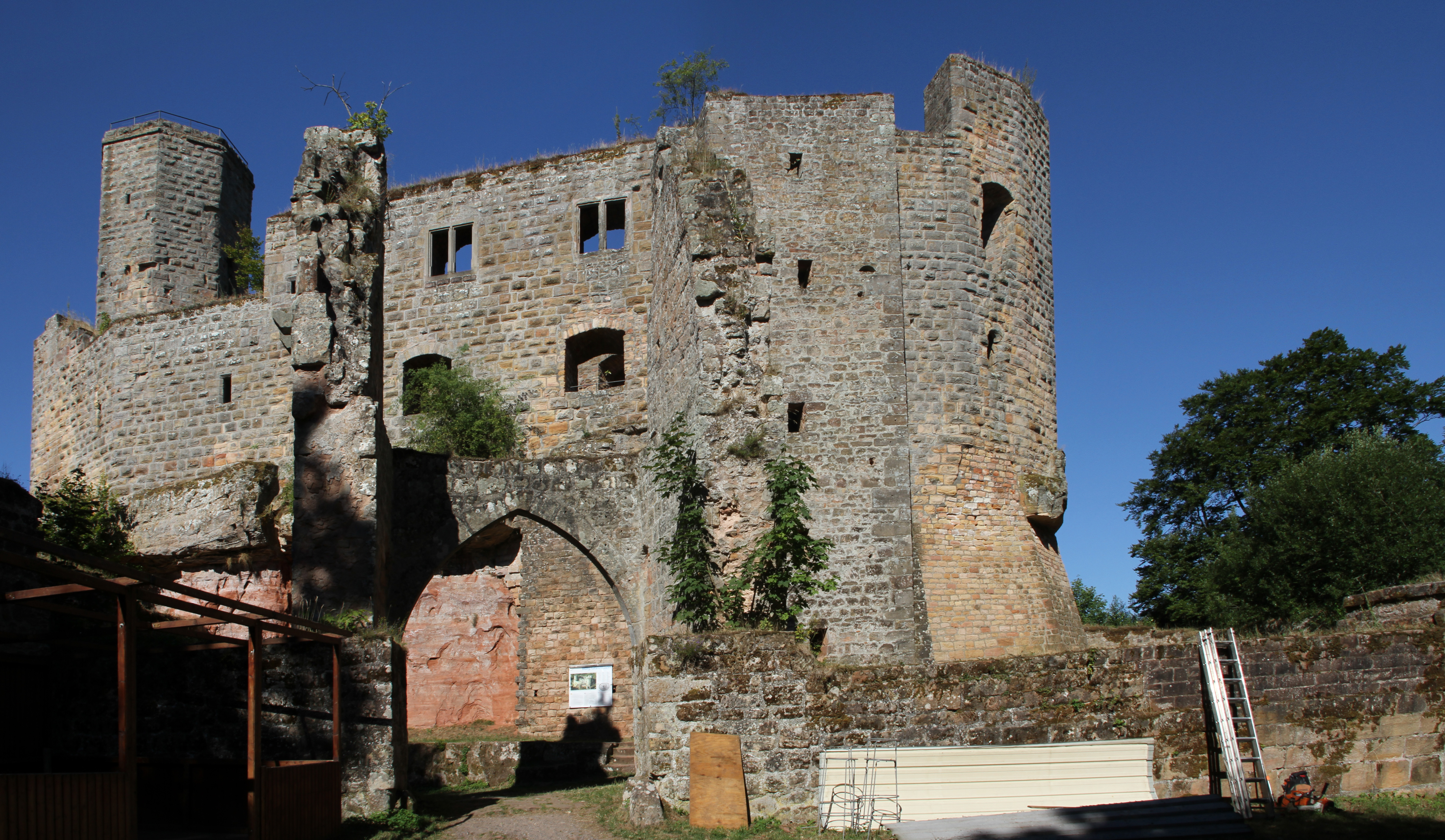
Burgruine Gräfenstein
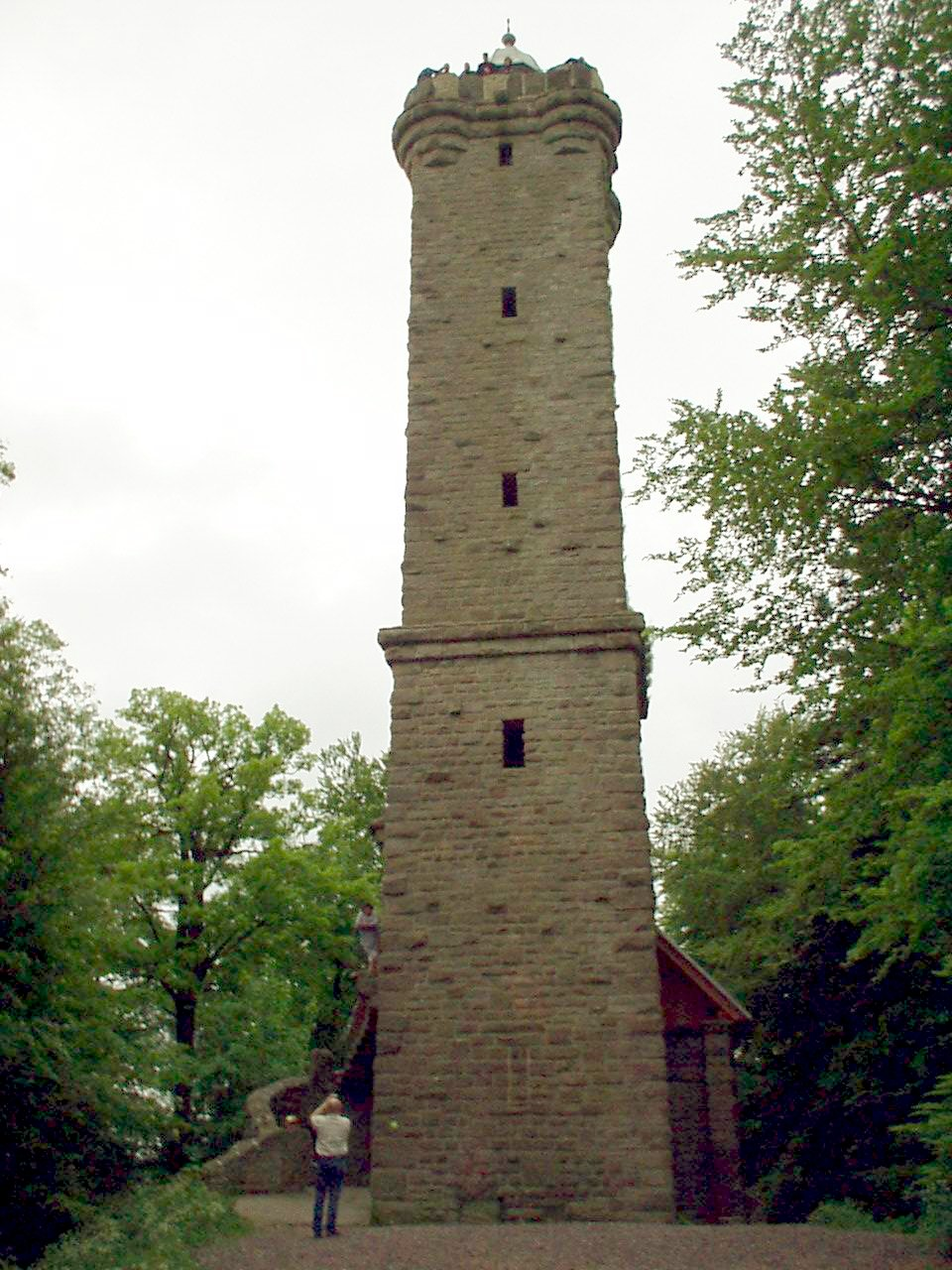
Luitpoldturm auf dem Weißenberg
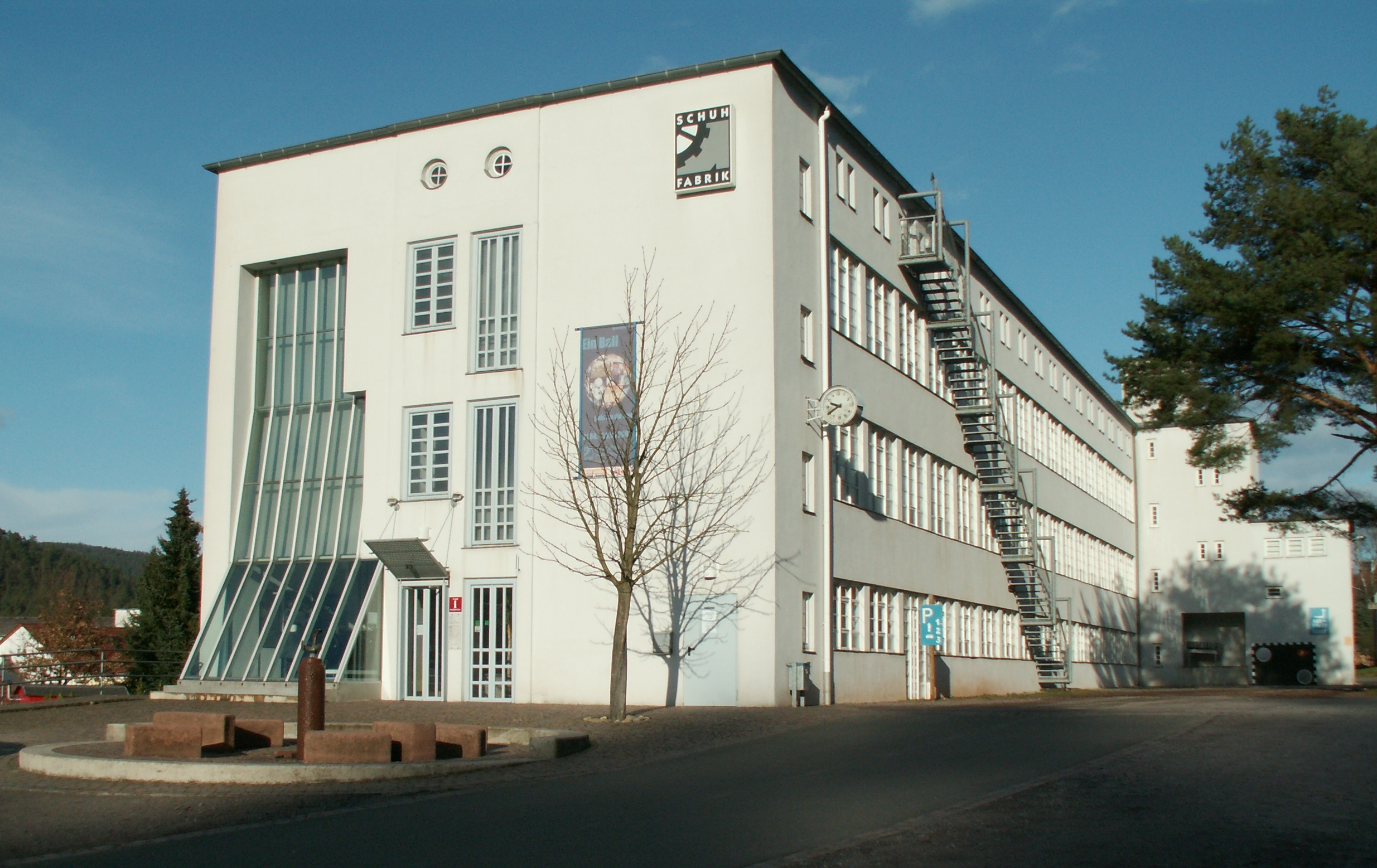
Deutsches Schuhmuseum Hauenstein
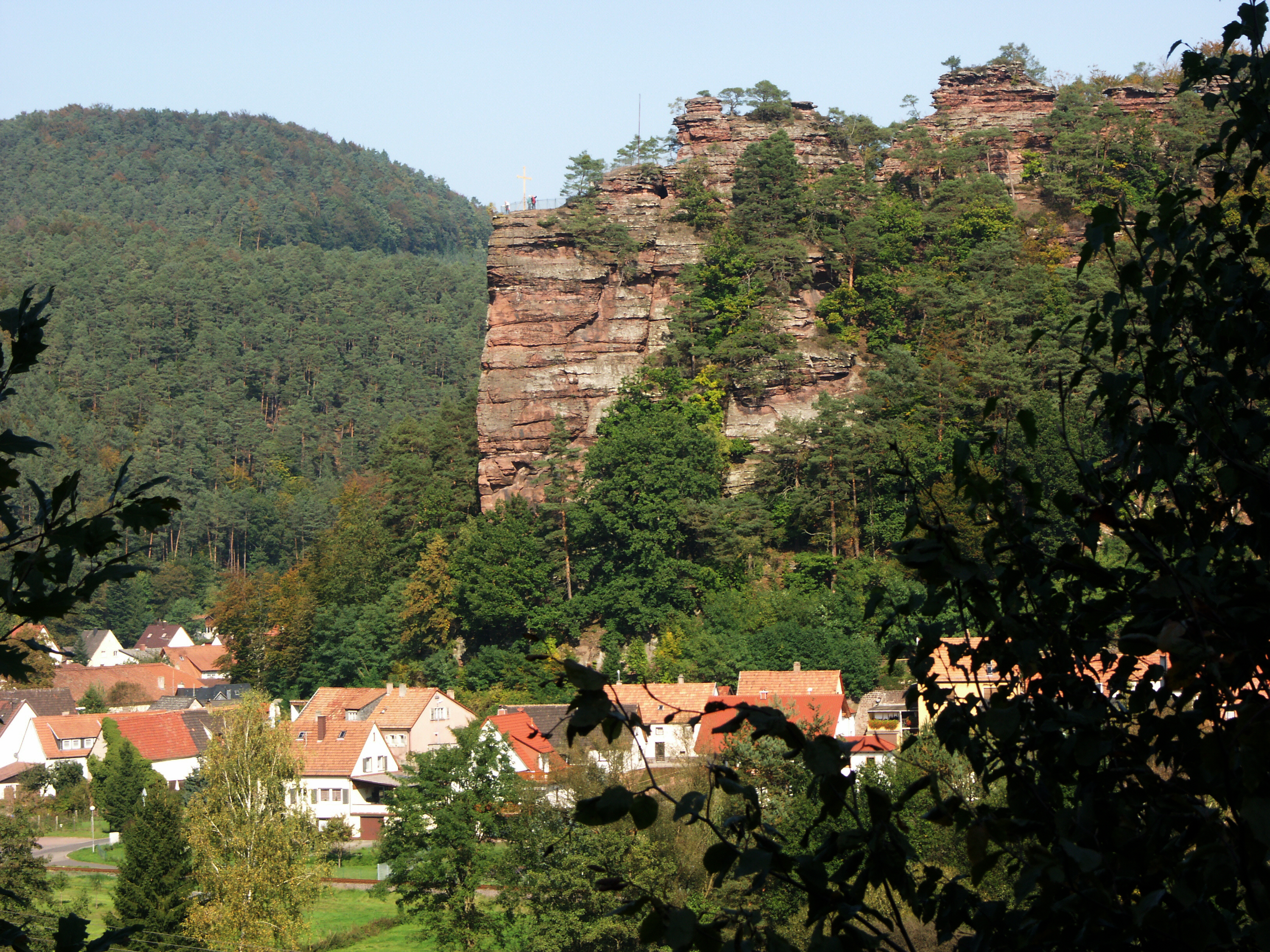
Jungfernsprung in Dahn
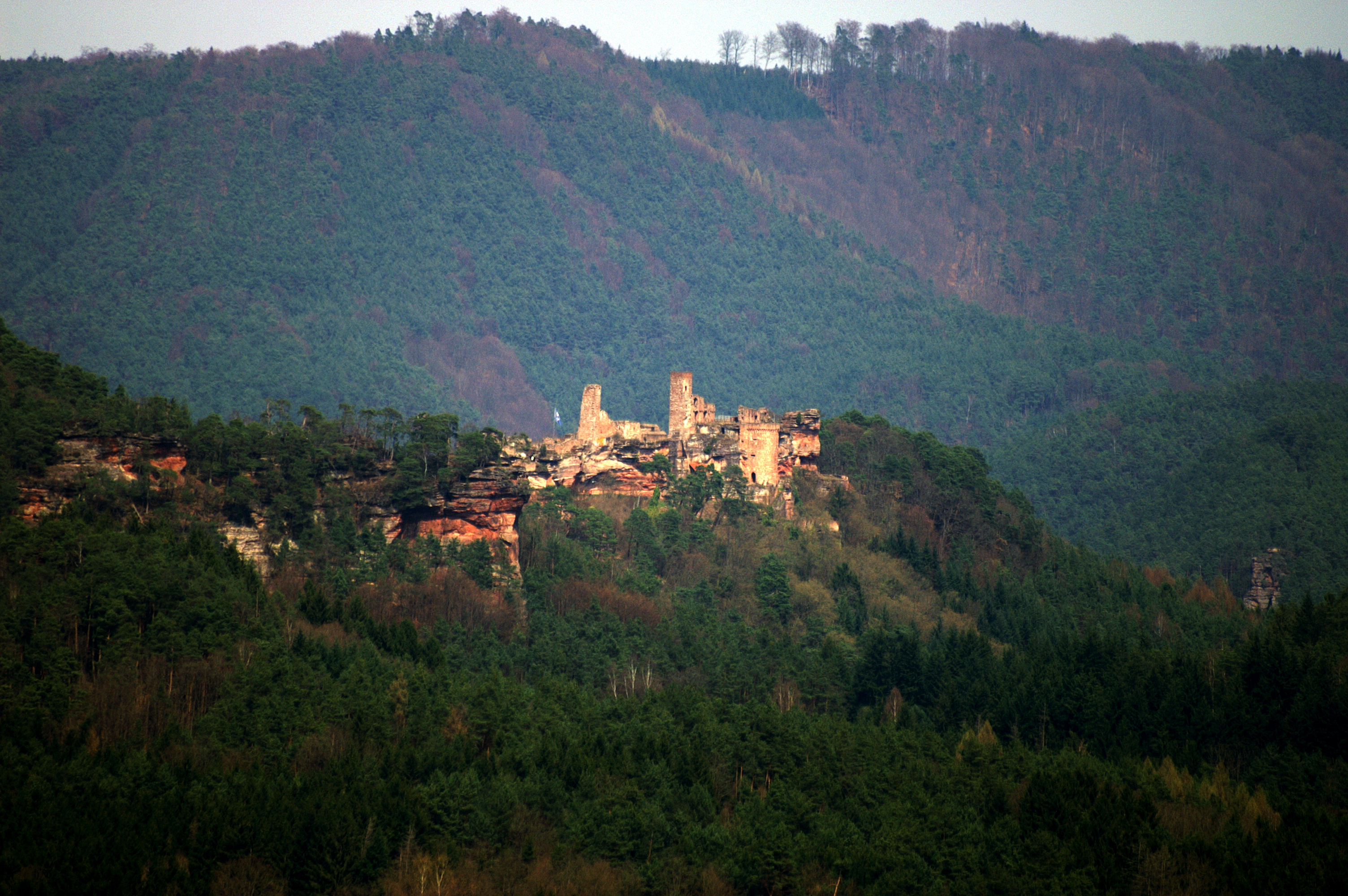
Dahner Burgengruppe
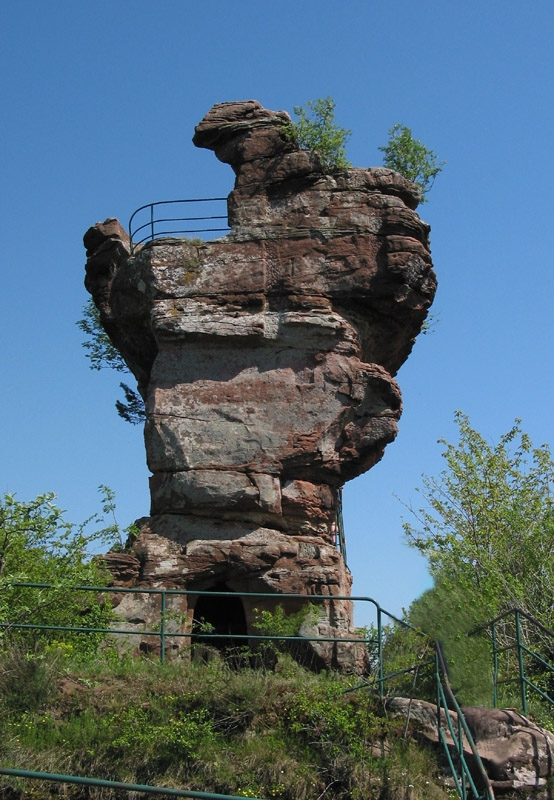
Burgruine Drachenfels
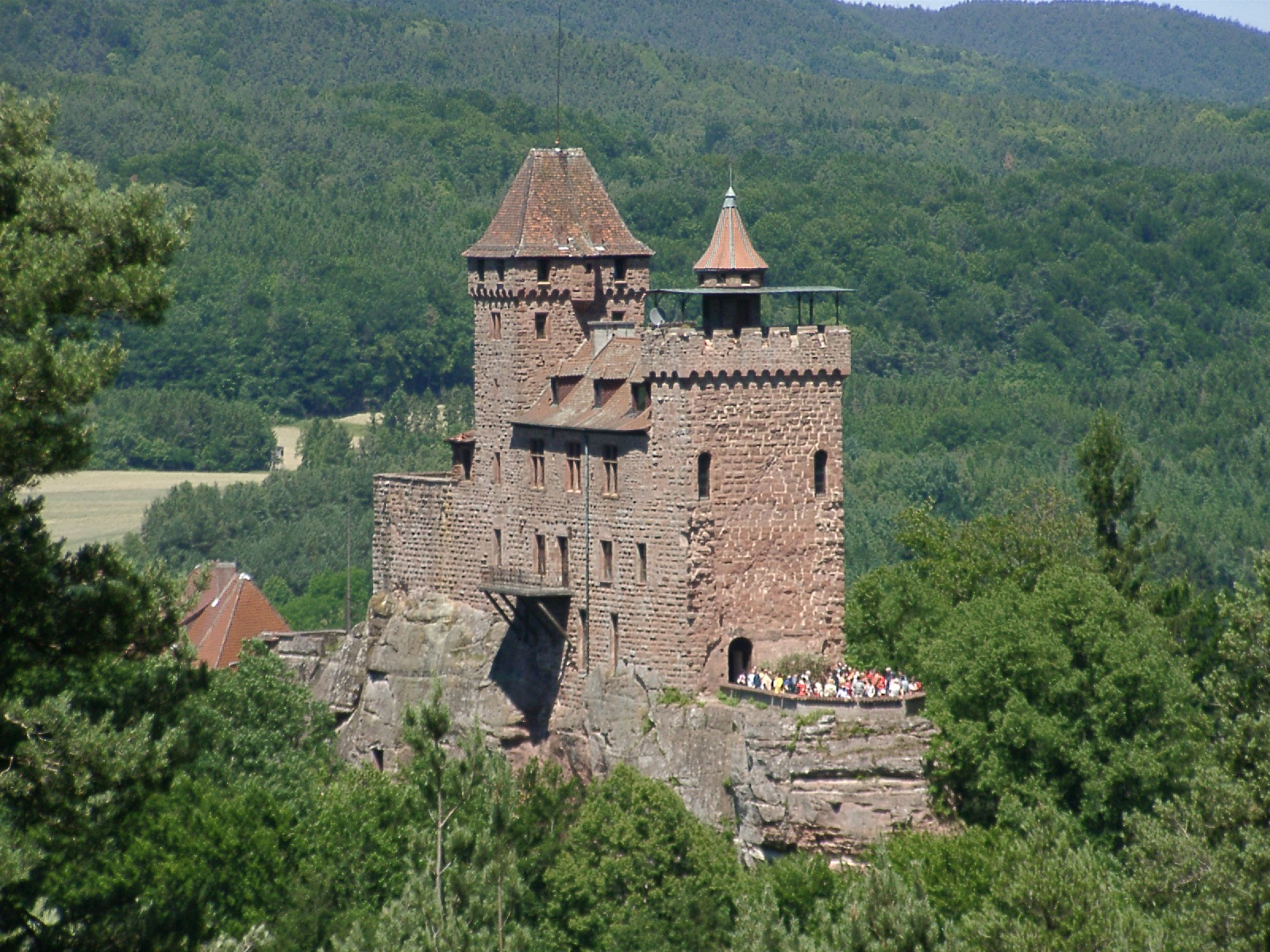
Burg Berwartstein bei Erlenbach
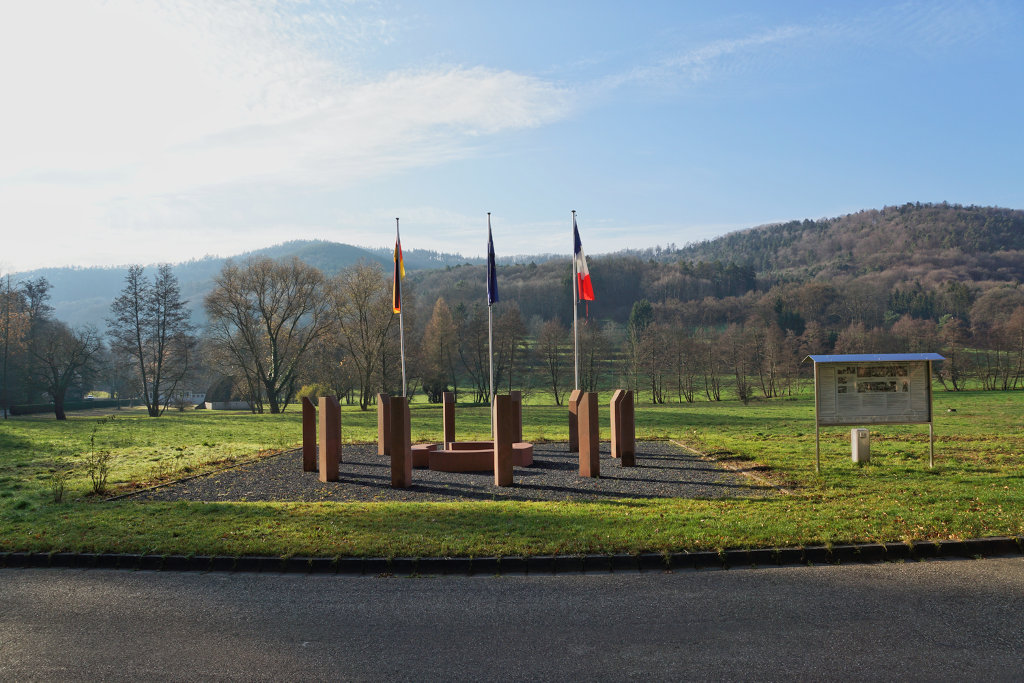
Europadenkmal am Sankt Germanshof
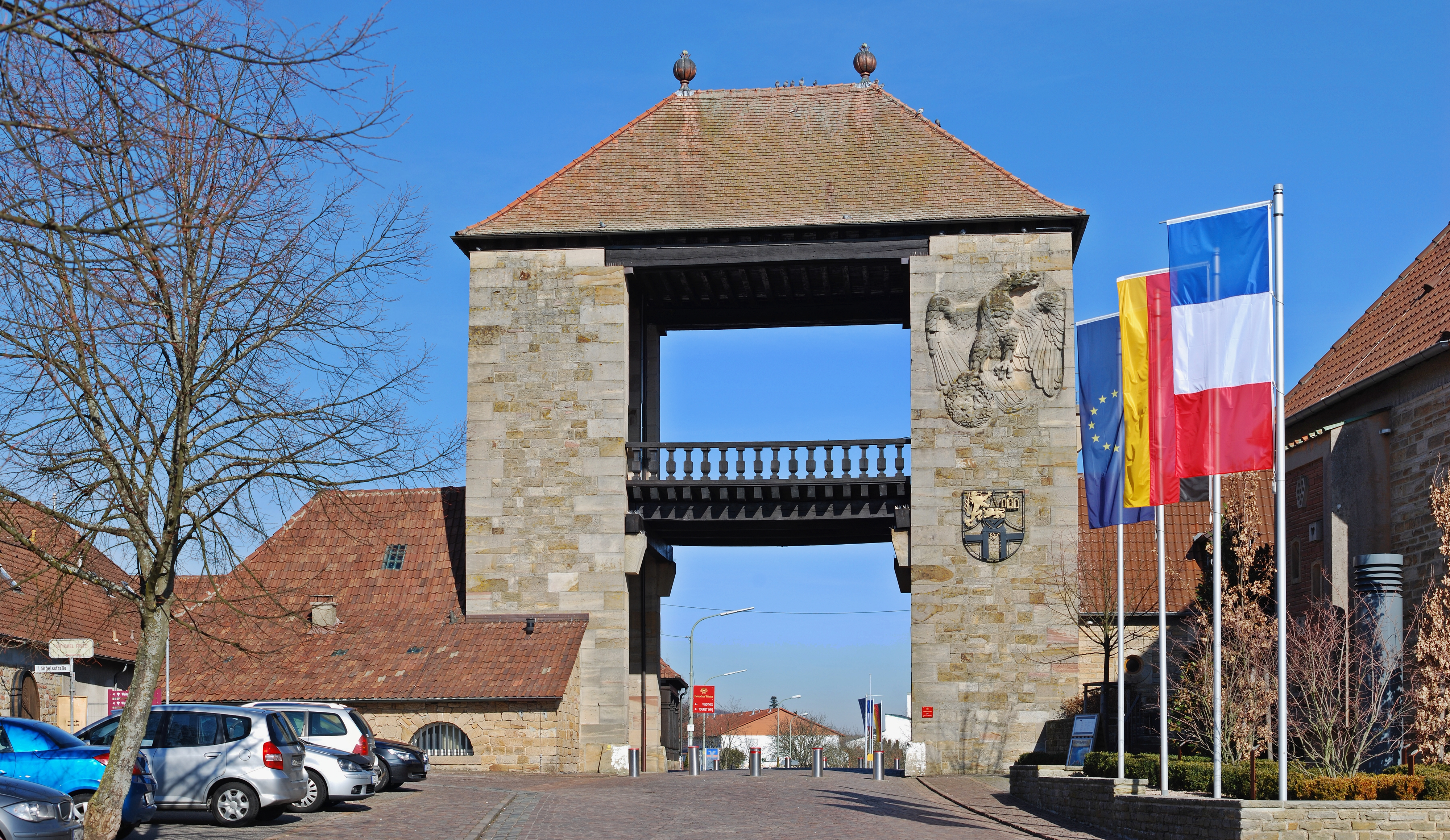
Deutsches Weintor in Schweigen